# Nuovo distretto di Shenbei
Il nuovo distretto di Shenbei (沈北新区S, Shěnběi Xīn QūP) è un distretto della Cina, situato nella provincia di Liaoning e amministrato dalla prefettura di Shenyang.